# Szent Miklós-templom (Ribice)
A ribicei Szent Miklós-templom műemlékké nyilvánított épület Romániában, Hunyad megyében. A romániai műemlékek jegyzékében a  HD-II-m-A-03431 sorszámon szerepel.